# Светски дан паса водича
Сведски дан паса водича (енгл. International Guide Dog Day) је светски дан посвећен псима водичима, који се обележава сваке године на последњу среду у априлу. Творац идеје за светским празником је Међународна федерација удружења паса водича, а празник је установљен 26. априла 1989. године.
Међународна федерација удружења паса водича броји 99 организација из 33 државе, док су 17 организација из шест држава поднели захтев за чланство.
Закључно са 31. децембром 2023. године у 34 државе, паса водича је било активних 19.577, док је 2.598 паса водича обучено током 2023. године, док закључно са 31. децембром 2022. године, паса водича је било активних 20.291, док је 2.426 паса водича обучено током 2022. године.
На Светски дан паса водича 28. априла 2024. године, објављено је да у Србији нема специјализованих одгајивачница за дресуру паса водича, иако има више од 12.000 слепих и слабовидних, као и са неком другом врстом оштећења вида. Цена паса водича у Србији је између 10.000 и 15.000 евра.